# コール (ミサイル駆逐艦)
| USS Cole (DDG-67) | |
| 艦歴              | |
| 発注              | 1991年1月16日                                                                                              |
| 起工              | 1994年2月28日                                                                                              |
| 進水              | 1995年2月10日                                                                                              |
| 就役              | 1996年6月8日                                                                                               |
| 退役              | |
| その後            | 就役中 |
| 要目              | |
| 排水量            | 満載: 8,362 トン                                                                                           |
| 全長              | 153.9 m (505 ft)                                                                                           |
| 全幅              | 20.1 m (66 ft)                                                                                             |
| 吃水              | 9.4 m (31 ft)                                                                                              |
| 機関              | COGAG方式                                                                                                  |
| 機関              | LM 2500-30ガスタービンエンジン (27,000shp) ×4基                                                            |
| 機関              | 可変ピッチプロペラ（5翅）×2軸                                                                              |
| 最大速            | 31ノット                                                                                                   |
| 航続距離          | 4,400 海里（20ノット時）                                                                                   |
| 乗員              | 士官、兵員 337名                                                                                           |
| 兵装              | Mk.45 mod.2 5インチ単装砲 ×1基                                                                             |
| 兵装              | Mk.38 25mm単装機関砲 ×2基                                                                                  |
| 兵装              | Mk.15 20mmCIWS×2基                                                                                         |
| 兵装              | M2 12.7mm機銃 ×4挺                                                                                         |
| 兵装              | Mk.41 mod.2 VLS ×90セル - SM-2MR/ER SAM - SM-3 ABM - ESSM 短SAM - VLA SUM - トマホーク SLCM などを発射可能 |
| 兵装              | ハープーンSSM 4連装発射筒×2基                                                                              |
| 兵装              | Mk.32 3連装短魚雷発射管×2基                                                                                |
| 艦載機            | ヘリコプター甲板のみ, 格納庫なし                                                                           |
| C4ISTAR           | AWS B/L 5 (Mk.99 GMFCS×3基)                                                                                |
| C4ISTAR           | AN/SQQ-89                                                                                                  |
| センサ            | AN/SPY-1D 多機能レーダー×4面                                                                               |
| センサ            | AN/SPS-67 対水上レーダー×1基                                                                               |
| センサ            | AN/SQS-53C艦首装備ソナー                                                                                   |
| センサ            | AN/SQR-19 曳航ソナー                                                                                       |
| 電子戦            | AN/SLQ-32(V)2 ESM装置                                                                                      |
| 電子戦            | Mk.36 mod.12 デコイ発射装置                                                                                |
| モットー          | Gloria Merces Virtutis "Glory is the Reward of Valor"                                                      |

コール (英語: USS Cole, DDG-67) は、アメリカ海軍のミサイル駆逐艦。アーレイ・バーク級ミサイル駆逐艦の17番艦。艦名は太平洋戦争中、硫黄島の戦いで1945年2月19日に戦死したアメリカ海兵隊軍曹ダレル・S・コールにちなむ。その名を持つ艦としてはウィックス級駆逐艦の一隻であるコール(DD-155)から数えて2隻目である(ただし、こちらの艦名は第一次世界大戦で戦死したエドワード・B・コールの名にちなむ)。

## 外部リンク

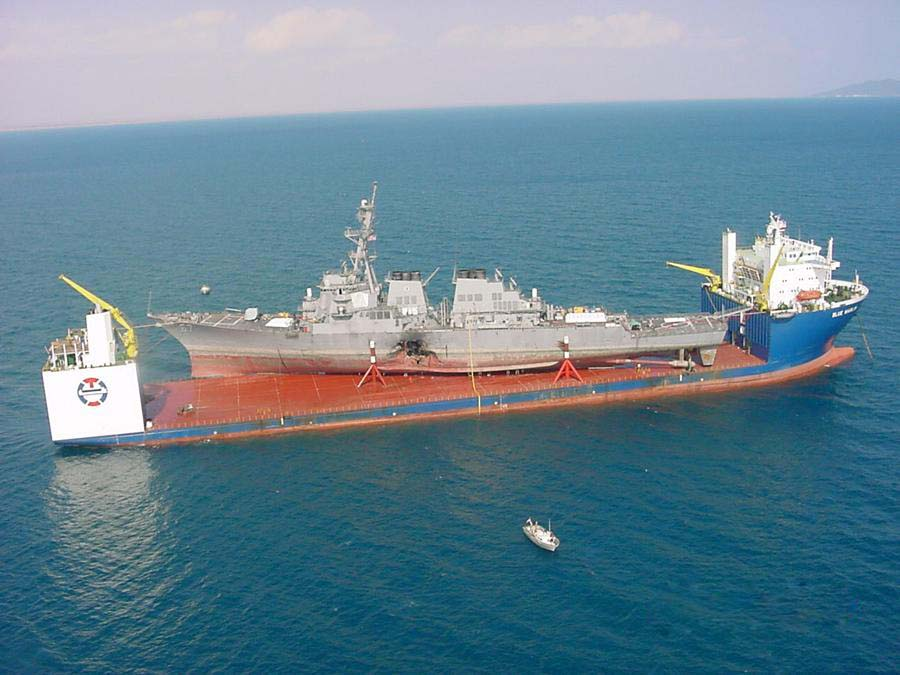
ブルー・マーリンによって運搬中のコール

## 艦歴
コールはミシシッピ州パスカグーラのインガルス造船所で建造され、1996年3月11日に海軍に移管された。
2000年10月12日、コールはイエメンのアデン港で自爆テロ犯の攻撃を受け大破した（米艦コール襲撃事件）。犯人はボートを使ってコールの舷側で自爆し、17名の水兵が死亡し39名が負傷した。アメリカ政府はコールに対する攻撃犯および支援者の逮捕または有罪判決に結びつく情報に対して500万ドルの懸賞金をかけた。2002年11月4日、コール襲撃計画の主犯と見なされたアブ・アリ・アルハリチはCIAのRQ-1 プレデター無人航空機から発射されたAGM-114ヘルファイア・ミサイルによって死亡した。
コールはノルウェーの重量物運搬船MV ブルー・マーリンによってアメリカに運搬された。2000年12月13日、ブルー・マーリンはミシシッピ州パスカグーラに到着、コールはインガルス造船所のドックにおろされた。14ヶ月にわたる修理の後、コールは2002年4月19日にパスカグーラを出港、ヴァージニア州ノーフォークの母港に帰還した。2003年11月29日にコールはノーフォークを出港した。
アルカーイダは当初2000年1月3日にザ・サリヴァンズを攻撃する予定であったが、失敗したため目標をコールに変更したと考えられる。これは2000年攻撃計画の一つであった。